# Ján Michalko (Theologe)
Ján Michalko (* 16. Oktober 1912 in Važec; † 1990 in Bratislava) war ein slowakischer evangelischer Theologe, Generalbischof und Hochschullehrer.

## Leben
Nach dem Erwerb seiner Hochschulreife studierte Michalko von 1933 bis 1937 in Bratislava und in Basel Evangelische Theologie. Er hörte dort Vorlesungen bei Karl Barth, Eduard Thurneysen und Adolf Köberle. Zum Dienst des Pfarrers wurde er am 27. Juni 1937 ordiniert. Zunächst war er in den Gemeinden Spišská Nová Ves (Zipser Neudorf) und Pozdišovce seelsorgerisch tätig. Seine akademische Tätigkeit setzte er fort und erwarb mit seiner Promotion zum Thema Kirche und Nation in der protestantischen Theologie des 20. Jahrhunderts am 26. April 1946 an der Protestantischen Theologischen Fakultät in Bratislava den theologischen Doktorgrad. Seit dem 1. November 1947 begann er an dieser Fakultät zu lehren. Nach dem Gesetz über die Theologischen Fakultäten wurde er 1952 zum Dekan seiner Fakultät ernannt, die 1953 von Bratislava (Preßburg) nach Modern/Modra verlegt wurde. Nach einer einjährigen Interimszeit war er von 1960 bis 1968 wiederum als Dekan tätig. Daneben wirkte er als Pastor nacheinander in Myślenice, Bratislava Rača (Ratzersdorf) und Bratislava.
Am 15. November 1970 wurde Michalko als Generalbischof der Evangelischen Kirche Augsburgischen Bekenntnisses in der Slowakei  in Bratislava eingeführt. Dieses Amt hatte er von 1970 bis 1990 inne.
Von 1965 bis 1970 war Michalko Vorsitzender der Liturgischen Kommission des Lutherischen Weltbundes (LWB) und von 1970 bis 1976 Mitglied seines Zentralkomitees.
Michalko war Mitglied der Societas Ethica. Im Jahre 1973 unterzeichnete er für seine Kirche die Leuenberger Konkordie über die Abendmahlsgemeinschaft.
Michalko bekam durch Josef Hromádka Zugang zur Christlichen Friedenskonferenz (CFK), in der er seit ihrer Gründung mitwirkte. Schon an der Vorkonferenz in Modra 1957 war er als Dekan der Fakultät dabei. Seit 1971 war ein Mitglied ihres Arbeitsausschusses, und 1975 wurde er zu einem der sechs Vizepräsidenten der CFK gewählt.
Bischof Michalko gehörte 1974 zu den Gründungsmitgliedern der Martin-Niemöller-Stiftung.
Wegen seiner Nähe zum kommunistischen Regime der ehemaligen Tschechoslowakei wird seine Persönlichkeit von Historikern und vielen Theologen kritisch betrachtet. Als Sekretär der Christlichen Friedenskonferenz war er erklärter Befürworter eines sozialistischen tschechoslowakischen Staates.

## Ehrungen
- Michalko erhielt zu seinem 50. Geburtstag 1963 die Ehrendoktorwürde der Friedrich-Schiller-Universität Jena, der Christlichen Theologischen Akademie Warschau 1974 und der Evangelischen Theologischen Akademie Budapest 1978.
- Er war Träger des Ordens des Hl. Vladimir, 2. Klasse, der Russisch-Orthodoxen Kirche (ROK) 1972.
- Er trug auch den Orden der Heiligen Maria Magdalena seit 1975.

## Werke
- Výber zo spisov, Luther, Martin. - Bratislava : Vydavatel'stvo Vesna, 1990, 2. vyd.
- On the Path of Service and Peace. Selection of articles and lectures. Praha: Christian Peace Conference 1982